# Inquisición medieval

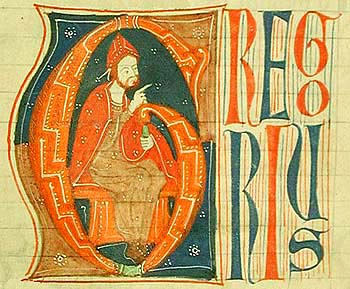
Papa Gregorio IX en manuscrito medieval: Universitätsbibliothek Salzburg, M III 97, 122rb, ca. 1270).

La Inquisición medieval fue una serie de inquisiciones (cuerpos de la Iglesia Católica encargados de suprimir la herejía) que comenzaron alrededor de 1184 e incluye a la Inquisición episcopal (1184–1230) y, más tarde, a la Inquisición pontificia (de la década de 1230). Esta institución medieval fue establecida en respuesta a movimientos considerados apóstatas o heréticos al catolicismo, en particular el catarismo y los valdenses en el sur de Francia y el norte de Italia. Estos fueron los primeros movimientos que otras inquisiciones seguirían.
Los cátaros fueron mencionados por primera vez en la década de 1140 en el sur de Francia, y los valdenses alrededor de 1170 en el norte de Italia. Antes de este punto, herejes individuales como Pierre De Bruys habían desafiado a la iglesia. Sin embargo, los cátaros fueron la primera organización masiva en el segundo milenio que planteó una amenaza seria a la autoridad de la iglesia. Este artículo cubre únicamente estas primeras inquisiciones, y no la Inquisición romana a partir del siglo XVI ni el fenómeno algo diferente de la Inquisición española de finales del siglo XV, que estaba bajo el control de la monarquía española utilizando al clero local. La Inquisición portuguesa del siglo XVI y varias ramas coloniales siguieron el mismo patrón.

## Historia
Una inquisición era un proceso que se desarrolló para investigar supuestos delitos. Su uso en los tribunales eclesiásticos no se dirigía inicialmente a cuestiones de herejía, sino a una amplia gama de ofensas, como el matrimonio clandestino y la bigamia.
El historiador francés Jean-Baptiste Guiraud (1866–1953) definió la Inquisición medieval como "...un sistema de medios represivos, algunos temporales y otros espirituales, emitidos simultáneamente por autoridades eclesiásticas y civiles con el fin de proteger la ortodoxia religiosa y el orden social, ambos amenazados por doctrinas teológicas y sociales de herejía."
El obispo de Lincoln, Robert Grosseteste, definió la herejía como "una opinión elegida por percepción humana, creada por la razón humana, fundada en las Escrituras, contraria a las enseñanzas de la Iglesia, públicamente proclamada y obstinadamente defendida". El defecto estaba en la adhesión obstinada más que en el error teológico, que podía ser corregido; y al hacer referencia a las Escrituras, Grosseteste excluye a judíos, musulmanes y otros no cristianos de la definición de hereje.
Existen muchos tipos diferentes de inquisiciones, dependiendo de la ubicación y los métodos; los historiadores generalmente las clasifican en la Inquisición episcopal y la Inquisición pontificia. Todas las inquisiciones medievales principales eran descentralizadas, y cada tribunal trabajaba de forma independiente. La autoridad recaía en funcionarios locales basados en pautas de la Santa Sede, pero no había una autoridad central que dirigiera las inquisiciones, como ocurriría en las inquisiciones posteriores a la medieval.
Los tribunales medievales tempranos seguían generalmente un proceso llamado accusatio, basado en prácticas germánicas. En este procedimiento, un individuo hacía una acusación contra alguien ante el tribunal. Sin embargo, si el sospechoso era juzgado inocente, los acusadores enfrentaban sanciones legales por presentar cargos falsos. Esto proporcionaba un desincentivo para hacer acusaciones a menos que los acusadores estuvieran seguros de que procederían. Más tarde, un requisito previo era el establecimiento de la publica fama del acusado, es decir, el hecho de que la persona era ampliamente considerada culpable del delito que se le imputaba.
Hacia los siglos XII y principios del XIII, se produjo un cambio del modelo acusatorio hacia el procedimiento legal utilizado en el Imperio romano. En lugar de que un individuo presentara acusaciones basadas en conocimiento de primera mano, los jueces asumieron el rol de fiscales basándose en la información recopilada. Bajo los procedimientos inquisitoriales, la culpabilidad o inocencia se demostraba mediante la investigación (inquisitio) del juez en los detalles de un caso.

### Inquisiciones episcopales
El pueblo común tendía a ver a los herejes «...como una amenaza antisocial... La herejía implicaba no solo división religiosa, sino disturbios sociales y conflictos políticos». En 1076, el papa Gregorio VII excomulgó a los residentes de Cambrai porque una multitud había apresado y quemado a un cátaro determinado por el obispo como hereje. Un caso similar ocurrió en 1114 durante la ausencia del obispo en Estrasburgo. En 1145, el clero de Lieja logró rescatar a las víctimas de la multitud.
La primera inquisición medieval, la Inquisición episcopal, fue establecida en el año 1184 mediante una bula papal del papa Lucio III titulada Ad abolendam (Con el propósito de acabar con [la herejía]). Esta fue una respuesta al creciente movimiento cátaro en el sur de Francia. Se la denominó Inquisición «episcopal» porque estaba administrada por un obispo local, también conocido en latín como episcopus. Esta inquisición obligó a los obispos a visitar su diócesis dos veces al año en busca de herejes. Los métodos para tratar a los herejes fueron cambiados gradualmente.
Las prácticas y procedimientos de las inquisiciones episcopales podían variar de una diócesis a otra, y dependía de los recursos disponibles para cada obispo y su interés o desinterés relativo. Convencidos de que la enseñanza de la Iglesia contenía la verdad revelada, el primer recurso de los obispos era el de la persuasio. A través del discurso, debates y predicación, buscaban presentar una mejor explicación de la enseñanza de la Iglesia. Este enfoque a menudo resultaba muy exitoso.

### Inquisiciones legatinas
La propagación de otros movimientos desde el siglo XII puede considerarse, al menos en parte, como una reacción a la creciente corrupción moral del clero, que incluía matrimonios inválidos y la posesión de una riqueza extrema. En la Edad Media, el principal objetivo de la Inquisición era erradicar estas nuevas sectas. Por lo tanto, su ámbito de acción se encontraba predominantemente en Italia y Francia, donde estaban los cátaros y los valdenses, los dos principales movimientos heréticos del período.
Los obispos siempre tuvieron la autoridad para investigar la actividad herética supuesta, pero como no siempre estaba claro qué constituía herejía, consultaban con sus colegas y buscaban consejo en Roma. Se enviaban legados, al principio como asesores, que posteriormente asumieron un mayor papel administrativo.
Durante el pontificado de Inocencio III, se enviaron legados papales para detener la propagación de las herejías cátara y valdense en Provenza y hacia el Rin, en Alemania. Los procedimientos comenzaron a formalizarse en la época del papa Gregorio IX.

#### Cátaros
Los cátaros eran un grupo de disidentes ubicados principalmente en el sur de Francia, en ciudades como Toulouse. La secta se desarrolló en el siglo XII, aparentemente fundada por soldados de la Segunda Cruzada que, al regresar, fueron convertidos por una secta búlgara, los bogomilos.
La principal herejía de los cátaros era su creencia en el dualismo: el Dios maligno creó el mundo materialista y el Dios bueno creó el mundo espiritual. Por lo tanto, los cátaros predicaban la pobreza, la castidad, la modestia y todos aquellos valores que, en su visión, ayudaban a las personas a desprenderse del materialismo. Los cátaros representaban un problema para el gobierno feudal debido a su actitud hacia los juramentos, que declaraban inadmisibles en cualquier circunstancia. Dado que la homogeneidad religiosa era común en esa época, la herejía se consideraba no solo un ataque a la ortodoxia, sino también al orden social y político.
La Cruzada albigense resultó en la derrota militar de los cátaros. Después de esto, la Inquisición desempeñó un papel importante en la destrucción final del catarismo durante el siglo XIII y gran parte del XIV. Los castigos para los cátaros variaban considerablemente. Frecuentemente, se les hacía llevar cruces amarillas sobre sus ropas como símbolo de penitencia. Otros realizaban peregrinaciones obligatorias, muchas veces con el propósito de luchar contra los musulmanes. Otro castigo común era visitar desnudo la iglesia local una vez al mes para ser flagelado. Los cátaros que tardaban en arrepentirse sufrían encarcelamiento y, a menudo, la pérdida de sus propiedades. Aquellos que se negaban a arrepentirse eran quemados.

#### Valdenses
Los valdenses se encontraban principalmente en Alemania y el norte de Italia. Eran un grupo de laicos ortodoxos preocupados por la creciente riqueza de la Iglesia. Sin embargo, con el tiempo, encontraron que sus creencias estaban en desacuerdo con las enseñanzas católicas. A diferencia de los cátaros y en línea con la Iglesia, creían en un solo Dios, pero no reconocían una clase especial de sacerdocio, sosteniendo el sacerdocio de todos los creyentes. También se oponían a la veneración de santos y mártires, que formaba parte de la ortodoxia de la Iglesia. Rechazaban la autoridad sacramental de la iglesia y sus clérigos y alentaban la pobreza apostólica. Estos movimientos se hicieron particularmente populares en el sur de Francia, el norte de Italia y otras partes del Sacro Imperio romano.

### Inquisición papal
Una razón para la creación de la Inquisición por parte del papa Gregorio IX fue traer orden y legalidad al proceso de tratar con la herejía, ya que existía la tendencia de que turbas de ciudadanos quemaran a presuntos herejes sin un juicio adecuado. Según el historiador Thomas Madden: «La Inquisición no nació por el deseo de aplastar la diversidad o reprimir a las personas; fue más bien un intento de detener ejecuciones injustas. ...La herejía era un crimen contra el estado. La ley romana en el Código de Justiniano establecía la herejía como un delito capital» (énfasis en el original). En los primeros tiempos de la Edad Media, las personas acusadas de herejía eran juzgadas por el señor local, muchos de los cuales carecían de formación teológica. Madden afirma que «El simple hecho es que la Inquisición medieval salvó a miles de personas inocentes (e incluso no tan inocentes) que de otro modo habrían sido asadas por señores seculares o turbas» (énfasis en el original). Madden argumenta que, mientras los líderes seculares medievales trataban de salvaguardar sus reinos, la Iglesia intentaba salvar almas. La Inquisición ofrecía a los herejes una oportunidad de escapar de la muerte y regresar a la comunidad.
Las quejas de las dos principales órdenes de predicadores de la época, los dominicos y los franciscanos, contra la corrupción moral de la Iglesia, en cierto sentido reflejaban las de los movimientos heréticos, aunque eran doctrinalmente convencionales, y fueron alistados por el papa Inocencio III en la lucha contra la herejía. En 1231, el papa Gregorio IX nombró a varios inquisidores papales (Inquisitores haereticae pravitatis), principalmente dominicos y franciscanos, para las diferentes regiones de Europa. Como mendicantes, estaban acostumbrados a viajar. A diferencia de los métodos episcopales desordenados, la inquisición papal era exhaustiva y sistemática, manteniendo registros detallados. Algunos de los pocos documentos de la Edad Media que contienen discursos en primera persona de campesinos medievales provienen de registros de la inquisición papal. Este tribunal funcionaba en Francia, Italia y partes de Alemania y cesó prácticamente su actividad a principios del siglo XIV.
La intención original del papa Gregorio para la Inquisición era un tribunal de excepción para investigar y descubrir las creencias de aquellos que diferían de la doctrina católica y para instruirlos en la doctrina ortodoxa. Se esperaba que los herejes vieran la falsedad de sus opiniones y regresaran a la Iglesia católica romana. Si persistían en su herejía, el papa Gregorio, viendo necesario proteger a la comunidad católica de la infección, entregaría a los sospechosos a las autoridades civiles, ya que la herejía pública era un delito bajo la ley civil y la ley de la Iglesia. Las autoridades seculares aplicaban sus propios castigos para la desobediencia civil, que en ese momento incluían la quema en la hoguera. Con el tiempo, los tribunales adoptaron diferentes formas, investigando y eliminando varias formas de herejía, incluida la brujería.
A lo largo de la historia de la Inquisición, esta fue rivalizada por jurisdicciones eclesiásticas y seculares locales. No importaba cuán decidido estuviera, ningún papa logró establecer un control total sobre la persecución de la herejía. Reyes medievales, príncipes, obispos y autoridades civiles tenían importancia en la persecución de la herejía. La práctica alcanzó su apogeo en la segunda mitad del siglo XIII. Durante este período, los tribunales eran casi completamente libres de cualquier autoridad, incluida la del papa. Por lo tanto, era casi imposible erradicar el abuso. Por ejemplo, Robert le Bougre, el «Martillo de Herejes» (Malleus Haereticorum), era un fraile dominico que se convirtió en inquisidor conocido por su crueldad y violencia. Otro ejemplo es el caso de la provincia de Venecia, que fue entregada a los inquisidores franciscanos, que rápidamente se hicieron notorios por sus fraudes contra la Iglesia, enriquecimiento con propiedades confiscadas de los herejes y la venta de absoluciones. Debido a su corrupción, tarde o temprano fueron forzados por el Papa a suspender sus actividades en 1302.
En el sur de Europa, existían tribunales eclesiásticos en el reino de Aragón durante el período medieval, pero no en otras partes de la península ibérica ni en algunos otros reinos, incluyendo Inglaterra. En los reinos escandinavos, apenas tuvo impacto.
A principios del siglo XIV, otros dos movimientos atrajeron la atención de la Inquisición: los Caballeros Templarios y las Beguinas. No está claro si el proceso contra los Templarios fue iniciado por la Inquisición debido a sospechas de herejía o si la Inquisición fue usada por el rey de Francia, Felipe el Hermoso, quien les debía dinero y quería la riqueza de los caballeros. En Inglaterra, la Corona también tenía una gran deuda con los Templarios y, probablemente por esa razón, los Templarios también fueron perseguidos en Inglaterra, sus tierras fueron confiscadas y tomadas por otros (el último propietario privado fue el favorito de Eduardo II, Hugh le Despenser). Muchos Templarios en Inglaterra fueron asesinados; algunos huyeron a Escocia y otros lugares.
Las Beguinas fueron principalmente un movimiento de mujeres, reconocido por la Iglesia desde su fundación en el siglo XIII. Marguerite Porete escribió un libro místico conocido como El espejo de las almas simples. El libro provocó cierta controversia debido a declaraciones que algunos interpretaron como la afirmación de que un alma puede llegar a unirse con Dios y, en ese estado, ignorar la ley moral, ya que no necesitaría la Iglesia, sus sacramentos ni su código de virtudes. Las enseñanzas del libro eran fáciles de malinterpretar. Porete fue eventualmente juzgada por el inquisidor dominicano de Francia y quemada en la hoguera como hereje reincidente en 1310. El Concilio de Vienne de 1311 las declaró heréticas y el movimiento comenzó a declinar.
La Inquisición medieval prestó poca atención a la hechicería hasta que el papa Juan XXII fue víctima de un intento de asesinato mediante envenenamiento y hechicería. En una carta escrita en 1320 a los inquisidores de Carcasona y Toulouse, el cardenal Guillermo de Santa Sabina declaró que el papa Juan había decretado que la brujería era herejía, y por lo tanto, podía ser juzgada por la Inquisición.

### Inquisición medieval en Aragón
Aunque Ramón de Penyafort no fue inquisidor, Jaime I de Aragón lo consultaba frecuentemente sobre cuestiones legales relacionadas con las prácticas de la Inquisición en los dominios del rey, ya que Penyafort era un canonista y consejero real.
…El profundo sentido de justicia y equidad del abogado, combinado con el sentido de compasión del digno dominico, le permitieron mantenerse alejado de los excesos que se encontraban en otras partes durante los primeros años de las inquisiciones contra la herejía.
A pesar de su temprana implantación, la Inquisición papal fue muy resistida dentro de la Corona de Aragón, tanto por la población como por los monarcas. Con el tiempo, su importancia se diluyó, y, hacia mediados del siglo XV, casi se había olvidado, aunque todavía existía según la ley.
Respecto a las condiciones de vida de las minorías, los reyes de Aragón y otras monarquías imponían ciertos impuestos discriminatorios a las minorías religiosas, por lo que las conversiones falsas eran una forma de evadir impuestos.
Además de la legislación discriminatoria mencionada, Aragón tenía leyes específicamente destinadas a proteger a las minorías. Por ejemplo, los cruzados que atacaban a súbditos judíos o musulmanes del rey de Aragón mientras iban a luchar en la reconquista eran castigados con la pena de muerte por ahorcamiento. Hasta el siglo XIV, los registros de censos y bodas muestran una absoluta falta de preocupación por evitar matrimonios mixtos o mezclas de sangre. Estas leyes ya eran comunes en la mayor parte de la Europa central. Tanto la Inquisición romana como las potencias cristianas vecinas mostraban incomodidad con la ley aragonesa y la falta de preocupación por la etnicidad, pero sin mucho efecto.
No eran tan comunes los altos funcionarios del judaísmo como en Castilla, pero tampoco desconocidos. Abraham Zacuto fue profesor en la Universidad de Cartagena. Vidal Astori era el platero real de Fernando II de Aragón y realizaba negocios en su nombre. Se decía que el propio rey Fernando tenía ascendencia judía lejana por parte de su madre.

### Inquisición medieval en Castilla
Nunca hubo un tribunal de la Inquisición papal en Castilla, ni ninguna inquisición durante la Edad Media. Miembros del episcopado eran responsables de la vigilancia de los fieles y el castigo de los transgresores, siempre bajo la dirección del rey.
Durante la Edad Media en Castilla, la clase gobernante católica y la población prestaban poca o ninguna atención a la herejía. Castilla no tuvo la proliferación de panfletos antijudíos que tuvieron Inglaterra y Francia durante los siglos XIII y XIV, y aquellos que se han encontrado eran versiones modificadas y suavizadas de las historias originales. Judíos y musulmanes eran tolerados y generalmente se les permitía seguir sus costumbres tradicionales en asuntos domésticos.
La legislación sobre musulmanes y judíos en territorio castellano variaba enormemente, volviéndose más intolerante durante el periodo de gran inestabilidad y guerras dinásticas que ocurrió hacia finales del siglo XIV. La ley castellana es particularmente difícil de resumir, ya que, debido al modelo de las Villas Reales libres, los alcaldes y la población de las áreas fronterizas tenían el derecho de crear sus propios fueros (leyes) que variaban de una villa a otra. En general, el modelo castellano era paralelo al modelo inicial de la España islámica. Los no católicos estaban sujetos a legislación discriminatoria en cuanto a impuestos y otras legislaciones específicas, como la prohibición de usar seda o «ropa llamativa», que variaban de condado a condado, pero lo demás no se tomó en cuenta. La conversión forzada de minorías estaba prohibida por la ley, al igual que la creencia en la existencia de la brujería, oráculos o supersticiones similares. En general, a todos los «pueblos del libro» se les permitía practicar sus propias costumbres y religiones siempre que no intentaran hacer proselitismo entre la población cristiana. Los judíos en particular tenían sorprendentes libertades y protecciones en comparación con otras áreas de Europa, y se les permitía ocupar altos cargos públicos como consejero, tesorero o secretario de la corona.
Durante la mayor parte del periodo medieval, se permitía e incentivaba el matrimonio con conversos. La cooperación intelectual entre religiones era la norma en Castilla. Algunos ejemplos son la Escuela de Traductores de Toledo desde el siglo XI. Judíos y moros podían ocupar altos cargos en la administración (véase Abraham Seneor, Samuel HaLevi Abulafia, Isaac Abarbanel, López de Conchillos, Miguel Pérez de Almazán, Jaco Aben Nunnes y Fernando del Pulgar).
Un endurecimiento de las leyes para proteger el derecho de los judíos a cobrar préstamos durante la Crisis Medieval fue una de las causas de la revuelta contra Pedro el Cruel y catalizador de los episodios antisemitas de 1391 en Castilla, un reino que no había mostrado un respaldo antisemita significativo ante la peste negra y la crisis de sequía de principios del siglo XIV. Incluso después del aumento repentino de la hostilidad hacia otras religiones que experimentó el reino tras la crisis del siglo XIV, que claramente empeoró las condiciones de vida de los no católicos en Castilla, siguió siendo uno de los reinos más tolerantes de Europa.
El reino tuvo serias tensiones con Roma en cuanto a los intentos de la Iglesia de extender su autoridad en el reino. Un foco de conflicto fue la resistencia castellana a abandonar verdaderamente el rito mozárabe y la negativa a conceder al Papa el control sobre las tierras de la Reconquista (una solicitud que Aragón y Portugal concedieron). Estos conflictos añadieron una fuerte resistencia a permitir la creación de una Inquisición y a la disposición del reino a aceptar herejes que buscaban refugio de la persecución en Francia.

## Juana de Arco
En la primavera de 1429, durante la guerra de los Cien Años, en obediencia a lo que ella dijo era el mandato de Dios, Juana de Arco inspiró a los ejércitos del Delfín en una serie de asombrosas victorias militares que levantaron el sitio de Orleans y destruyeron una gran parte de las fuerzas inglesas restantes en la batalla de Patay. Una serie de reveses militares finalmente condujeron a su captura en la primavera de 1430 por los borgoñones, aliados de los ingleses, quienes la entregaron a ellos por 10,000 libras. En diciembre de ese mismo año, fue transferida a Ruan, la sede militar y capital administrativa de Francia bajo el rey Enrique VI de Inglaterra, y sometida a juicio por herejía ante un tribunal eclesiástico encabezado por el obispo Pierre Cauchon, partidario de los ingleses.
El juicio fue políticamente motivado. Cauchon, aunque era nativo de Francia, había servido en el gobierno inglés desde 1418, por lo que le era hostil a una mujer que había trabajado para el bando opuesto. Lo mismo sucedía con los otros miembros del tribunal. Atribuir un origen diabólico a sus victorias era una manera efectiva de arruinar su reputación y fortalecer la moral de las tropas inglesas. Así, se decidió involucrar a la Inquisición, que no inició el juicio y, de hecho, mostró reticencia durante su duración.
Se le imputaron setenta cargos, entre ellos herejía y vestirse como hombre (es decir, usando ropa y armadura de soldado). Testigos oculares dijeron más tarde que Juana les había dicho que usaba esa vestimenta, bien ajustada y atada, porque podía atar la túnica a las botas largas para evitar que sus guardias le arrancaran la ropa durante los ocasionales intentos de violación.
Primero, Juana fue condenada a cadena perpetua, y el inquisidor adjunto, Jean Le Maître (quien, según testigos, solo asistió debido a amenazas de los ingleses), obtuvo de ella la promesa de dejar de usar ropa masculina. Sin embargo, después de cuatro días, durante los cuales se dijo que había sido sometida a intentos de violación por soldados ingleses, volvió a usar ropa de soldado porque (según los testigos) necesitaba protección contra la violación. Cauchon la declaró hereje reincidente y fue quemada en la hoguera dos días después, el 30 de mayo de 1431.
En 1455, una petición de la madre de Juana de Arco, Isabelle, llevó a un nuevo juicio diseñado para investigar las dudosas circunstancias que llevaron a la ejecución de Juana. El Inquisidor General de Francia estuvo a cargo del nuevo juicio, que se abrió en Notre Dame de París el 7 de noviembre de 1455. Después de analizar todos los procedimientos, incluidas las respuestas de Juana a las acusaciones y el testimonio de 115 testigos que fueron llamados a testificar durante el proceso de apelación, el inquisidor anuló su condena el 7 de julio de 1456. Juana de Arco fue finalmente canonizada en 1920.
El historiador Edward Peters identifica una serie de ilegalidades en el primer juicio de Juana, en el que fue condenada.

## Procedimiento
La Inquisición papal desarrolló una serie de procedimientos para descubrir y juzgar a los herejes. Estos códigos y procedimientos detallaban cómo debía funcionar un tribunal inquisitorial. Si el acusado renunciaba a su herejía y regresaba a la Iglesia, se le otorgaba el perdón y se le imponía una penitencia. Si el acusado sostenía su herejía, era excomulgado y entregado a las autoridades seculares. Las penas por herejía, aunque no tan severas como las de los tribunales seculares de Europa en ese momento, también estaban codificadas en los tribunales eclesiásticos (por ejemplo, confiscación de bienes, entrega de herejes a los tribunales seculares para su castigo). Además, los distintos «términos clave» de los tribunales inquisitoriales fueron definidos en ese momento, incluyendo, por ejemplo, «herejes», «creyentes», «sospechosos de herejía», «sospechosos simples», «sospechosos vehementes» (fuerte sospecha de herejía) y «muy vehementemente sospechosos» (muy fuerte sospecha de herejía).

### Investigación
Se reunía a la gente del pueblo en un lugar público. Los inquisidores ofrecían la oportunidad de que cualquiera se presentara y se denunciara a sí mismo a cambio de clemencia. Legalmente, debía haber al menos dos testigos, aunque los jueces conscientes rara vez se contentaban con ese número.

### Juicio
Al comienzo del juicio, se invitaba a los acusados a nombrar a aquellos que tuvieran «odio mortal» contra ellos. Si los acusadores se encontraban entre los nombrados, el acusado era liberado y se desestimaban los cargos; los acusadores enfrentaban prisión de por vida. Esta opción pretendía evitar que la Inquisición se involucrara en rencillas locales. Las primeras consultas legales sobre la realización de inquisiciones enfatizaban que era mejor que los culpables quedaran libres a que los inocentes fueran castigados. Gregorio IX instó a Conrad de Marburgo: ut puniatur sic temeritas perversorum quod innocentiae puritas non laedatur, es decir, «no castigar a los malvados de manera que se dañe la pureza de los inocentes».
No había confrontación personal de los testigos, ni contrainterrogatorio. Rara vez aparecían testigos de la defensa, ya que casi infaliblemente se sospechaba de ellos por ser herejes o favorables a la herejía. En cualquier etapa del juicio, el acusado podía apelar a Roma.

### Tortura
Al igual que el proceso inquisitorial en sí, la tortura era una práctica legal romana antigua comúnmente utilizada en tribunales seculares.
El 15 de mayo de 1252, el papa Inocencio IV emitió una bula papal titulada Ad extirpanda, que autorizaba el uso limitado de la tortura por parte de los inquisidores. Gran parte de la violencia comúnmente asociada con la Inquisición ya era común en los tribunales seculares, pero prohibida bajo la Inquisición, incluyendo métodos de tortura que resultaran en derramamiento de sangre, abortos, mutilaciones o muerte. Además, la tortura solo podía realizarse una vez y por un tiempo limitado.
En preparación para el Jubileo de 2000, el Vaticano abrió los archivos de la Santa Oficina (el sucesor moderno de la Inquisición) a un equipo de 30 académicos de todo el mundo. Según el gobernador general de la Orden del Santo Sepulcro, estudios recientes «parecen indicar» que «la tortura y la pena de muerte no se aplicaron con el rigor despiadado» que a menudo se le atribuye a la Inquisición. Otros métodos, como amenazas e encarcelamiento, parecían ser más efectivos.

### Castigo
Un concilio en Tours en 1164, presidido por el papa Alejandro III, ordenó la confiscación de los bienes de un hereje. De 5,400 personas interrogadas en Toulouse entre 1245 y 1246, 184 recibieron cruces penitenciales amarillas (usadas para marcar a los cátaros arrepentidos), 23 fueron encarceladas de por vida, y ninguna fue enviada a la hoguera.
La pena más extrema disponible en los procedimientos antiheréticos estaba reservada para los herejes reincidentes o tercos. Los impenitentes y apóstatas podían tomarse con «calma» a la autoridad secular, de esa manera se abrió la posibilidad de diversos castigos corporales, incluidos ser quemados en la hoguera. La ejecución no era realizada por la Iglesia, ni estaba disponible como sentencia para los funcionarios de la Inquisición, que, como clérigos, tenían prohibido matar. Los acusados también enfrentaban la posibilidad de que sus bienes fueran confiscados. En algunos casos, los acusadores podían estar motivados por el deseo de apropiarse de los bienes de los acusados, aunque esta es una afirmación difícil de probar en la mayoría de las áreas donde la Inquisición estuvo activa, ya que la Inquisición tenía varias capas de supervisión integradas en su marco con el propósito específico de limitar la mala conducta procesal.
Los inquisidores generalmente preferían no entregar a los herejes a las autoridades seculares para su ejecución si podían persuadir al hereje de arrepentirse: Ecclesia non novit sanguinem «La Iglesia no conoce la sangre». Por ejemplo, de los 900 veredictos de culpabilidad dictados contra 636 individuos por el fraile dominico e inquisidor Bernard Gui, no más de 45 resultaron en ejecución.

## Legado
Para el siglo XIV, los valdenses habían sido llevados a la clandestinidad. Algunos residentes del Pays Cathare se identifican como cátaros incluso hoy en día. Ellos firman ser descendientes de los cátaros de la Edad Media. Sin embargo, la administración del consolamentum, en la que se basaba el catarismo histórico, requería una sucesión lineal de un bon homme en buen estado. Se cree que uno de los últimos bons hommes conocidos, Guillaume Belibaste, fue quemado en 1321.